# 秘境魔寶
《秘境魔寶 ～皇帝財寶～》是一款由Climax Entertainment製作，SEGA於1992年發行在Mega Drive主機上的動作角色扮演遊戲。

## 概要
原日文名《ランドストーカー》其實就是英文名“LandStalker”的片假名拼音、由Land（大地）和Stalker（跟蹤者）兩意思所組成，有「漫遊大地的人」之意，很完美的詮釋了主角秘寶獵人的身分。遊戲主要特徵是使用了稱為「DDS520」的四分之一視角系統創造了擬似3D的獨特系統。遊戲的目的是操作主人公精靈萊爾(ライル)在小型魅魔族星期五(フライデー)相伴而行下尋找據說隱藏在故事舞台梅卡托島上的諾魯王的寶藏。
遊戲曾於2007年9月25日起作為Wii在虛擬控制台 (Virtual Console) 上開放下載，並隨著VC服務於2019年1月31日結束而中止。
2019年9月19日，世嘉在全球同步發售的複刻遊戲機Mega Drive Mini，《祕境魔寶》為預裝的42部經典代表作品之一。 此外，在日本以外的地區它於2011年在Windows、2018年在 Macintosh 和 Linux分別於Steam上發佈。
Mega Drive版《祕境魔寶》在遊戲雜誌《Fami通》的“Cross Review”中入選黃金殿堂(33/40分)。
遊戲角色 Lyle 和 Friday 也出現在 Dreamcast 的 Climax Landers (1999) 中。
另有SFC遊戲《LadyStalker秘境魔寶美少女篇(Lady Stalker: Challenge from the Past)》(1995)、SS遊戲《Dark Savior》(1996)、DC遊戲《クライマックスランダーズ》(1999)、NDS遊戲《スティールプリンセス〜盗賊皇女〜》(2008)等作品做為此系統之後繼者。

## 工作人员
- 内藤寛 - 主要程序设计
- 玉木美孝 - 角色设计
- 武内基朗 - 作曲
- 折茂賢司 - 规划开发部长
独立后成为Max Entertainment负责人、并制作了《FEDA》(やのまん/1997)。元劇画家。
- 大堀康祐 - 地图制作等
后来独立，成为Matrix Software负责人、制作了《秘境魔寶》风格的《Alundra》（SCE/1998)。
- 西垣伸哉 - 企画部長
后来关联公司クライマックス・グラフィックス（株式会社クレイジーゲームと改名后）的负责人、发表了《BLUE STINGER》(SEGA/1999)、《ILLBLEED》(SEGA/2001)。2004年去世。
- 望月美津穂 - 地图。ライル的声音。